# Almfallet
Almfallet kallas den nivån i pollendiagram där kurvorna för alm i Nordvästeuropa, drastiskt sjunker till låga värden. Detta inträffade 3400 till 2800 före Kristus. Orsaken till almfallet är omtvistat.

## Orsaker
Orsaken till almfallet är omtvistat. Johannes Iversen den danske geolog och botaniker som kom att namnge fenomenen 1941 ansåg att almfallet åstadkoms av en klimatförändring strax innan bondestenålderns början. J. Troels-Smith hävdade däremot 1954 att almfallet orsakades en omfattande lövtäkt eller annat bruk av almen som åstadkom dess försvinnande. Denna teori är numera övergiven. Iversen modifierade sedan sin teori och föreslog 1960, att almfallet representerade övergången mellan jordbruk och jägarstenålder och orsakades av att de första jordbrukarna genom ringbarkning röjde bort skog, som till stor del bestod av alm på de bästa och lämpligaste odlingsmarkerna. Några andra förslag har framförts däribland jordförstöring och almsjukan.